# Kondor (priimek)
Kondor je priimek v Sloveniji, ki ga je po podatkih Statističnega urada Republike Slovenije na dan 1. januarja 2010 uporabljalo manj kot 5 oseb.

## Znani nosilci priimka
- Ladislav Kondor (1901—1963), karikaturist